# Profiling (serie televisiva)
Profiling (Profilage) è una serie televisiva francese prodotta dal 2009, ideata da Fanny Robert e Sophie Lebarbier. La serie è incentrata sui casi affrontati dalla Police nationale parigina e da Chloé Saint-Laurent, una sensibile e bizzarra criminologa.
Profiling è stata trasmessa in prima visione in Francia da TF1 a partire dal 23 aprile 2009 al 23 aprile 2020, mentre in Italia la serie è andata in onda dal 23 febbraio 2010 al 25 giugno 2020, in prima visione satellitare da Fox Crime, e sul digitale terrestre da Cielo prima e da Giallo poi.

## Trama
Parigi. La criminologa Chloé Saint-Laurent viene assegnata come consulente dal commissario Lamarck alla squadra investigativa della polizia criminale guidata da Matthieu Pérac. Nella risoluzione dei casi d'omicidio Chloé ha un approccio molto particolare con i delitti che si trova ad affrontare: la sua forte empatia la porta a pensare come l'assassino o la vittima, estraniandosi da tutto e da tutti, e scontrandosi quindi con l'approccio più solido e metodico del poliziotto. Entra poi in scena il comandante Rocher, un poliziotto pragmatico e poco avvezzo alle gentilezze e alle chiacchiere. Nonostante questo carattere irritabile egli è ben disposto verso la psicologa Saint-Laurent, consapevole del valore della stessa. Dopo la partenza di Chloé, la protagonista della serie diventa Adèle Delettre prima, ed Élisa Bergmann poi.

## Episodi
Tutti gli episodi sono stati distribuiti anche su DVD e Blu-ray. Il 1º marzo 2020 la serie era stata inizialmente rinnovata per un'undicesima stagione, tuttavia annullata il 14 febbraio 2021.
| Stagione         | Episodi | Prima TV originale | Prima TV Italia |
| ---------------- | ------- | ------------------ | --------------- |
| Prima stagione   | 6       | 2009               | 2010            |
| Seconda stagione | 12      | 2010               | 2010-2011       |
| Terza stagione   | 12      | 2012               | 2012            |
| Quarta stagione  | 12      | 2013               | 2013            |
| Quinta stagione  | 12      | 2014               | 2014-2015       |
| Sesta stagione   | 10      | 2015               | 2015-2016       |
| Settima stagione | 10      | 2016               | 2017            |
| Ottava stagione  | 10      | 2017               | 2018            |
| Nona stagione    | 10      | 2019               | 2019            |
| Decima stagione  | 8       | 2020               | 2020            |

## Personaggi e interpreti
- Chloé Saint-Laurent (stagioni 1-7), interpretata da Odile Vuillemin, doppiata da Perla Liberatori.
- Ispettore Matthieu Pérac (stagioni 1-2, guest 7), interpretato da Guillaume Cramoisan, doppiato da Roberto Certomà.
- Comandante Thomas Rocher (stagioni 3-10), interpretato da Philippe Bas, doppiato da Gaetano Varcasia (ep. 18-46) e Alessio Cigliano (ep. 46-102).
- Ispettore Antoine Garrell (ricorrente 3-4, guest 6-7) interpretato da Benjamin Baroche.
- Tenente Hippolyte de Courtène (stagioni 1-10), interpretato da Raphael Ferret, doppiato da Daniele Giuliani (stagioni 1-7) e da Gianluca Crisafi (stagione 8-10).
- Commissario Grégoire Lamarck (stagioni 1-10), interpretato da Jean-Michel Martial, doppiato da Stefano Mondini (stagioni 1-9) e da Mario Bombardieri (stagione 10).
- Tenente Fred Kancel (stagioni 1-5, guest 6-7), interpretata da Vanessa Valence, doppiata da Anna Cugini.
- Adèle Delettre/Camille Delettre (stagioni 4-9, ricorrente 6), interpretata da Juliette Roudet, doppiata da Maria Letizia Scifoni (stagioni 4-7) e da Monica Bertolotti (stagioni 8-9).
- Emma Tomasi (stagioni 6-8, guest 9), interpretata da Sophie de Fürst, doppiata da Emanuela Damasio.
- Jessica Kancel (stagioni 7-10, ricorrente 4-6), interpretata da Julia Piaton (st. 4-6) e da Diane Dassigny (st. 7-10), doppiata da Jessica Bologna.
- Olivia Lathis (stagione 9-10), interpretata da Nilusi Nissanka.
- Jacques Bérault (stagione 10), interpretato da Guy Lecluyse.
- Élisa Bergmann (stagione 10), interpretata da Shy'm, doppiata da Gianna Gesualdo.